# Herbert Renoth
Herbert Renoth (* 5. Februar 1962 in Berchtesgaden) ist ein ehemaliger deutscher Skirennläufer und heutiger Trainer. Er war in den 1980er-Jahren in der Abfahrt, in der Kombination und vor allem im Super-G erfolgreich, nahm jeweils einmal an Olympischen Winterspielen und Weltmeisterschaften teil und erzielte im Weltcup insgesamt sieben Top-10-Platzierungen.

## Biografie
Der erste große Erfolg gelang Renoth, als er am 1. Februar 1981 hinter Phil Mahre und Herbert Plank den dritten Platz in der Weltcupkombination von St. Anton erreichte. Damit gewann er nicht nur seine ersten Weltcuppunkte, sondern stand auch zum einzigen Mal in seiner Karriere auf dem Podest eines Weltcuprennens. Bis er das nächste Mal Weltcuppunkte gewann, dauerte es fast drei Jahre. Am 18. Dezember 1983 wurde er in der Abfahrt auf der Saslong in Gröden Siebenter und gewann damit seine einzigen Weltcuppunkte in der Abfahrt. Sechs Wochen später konnte er mit Platz 15 in der Kombination von Garmisch-Partenkirchen erneut punkten. Im Februar 1984 kam er bei den Olympischen Winterspielen in Sarajevo zum Einsatz und belegte den 22. Platz in der Abfahrt. In der Saison 1984/85 gewann Renoth nur einmal als Zehnter des Super-Gs von Furano Weltcuppunkte. Da es noch keinen eigenen Disziplinenweltcup im Super-G gab, zählte dieses Ergebnis damals zum Riesenslalomweltcup.
Der Super-G wurde in den folgenden Jahren zu Renoths stärkster Disziplin. Nachdem er am 9. Februar 1986 als 14. in Morzine zum letzten Mal in der Kombination Weltcuppunkte gewann, erreichte er drei Wochen später den vierten Platz im Super-G von Hemsedal. Zu einer Podestplatzierung fehlten ihm nur fünf Hundertstelsekunden. Mit einem 14. Platz zu Saisonende in Whistler beendete er den Super-G-Weltcup an 17. Stelle. Zudem wurde er 1986 – jeweils hinter Markus Wasmeier – Deutscher Vizemeister im Super-G und in der Abfahrt. Weiter steigern konnte sich Renoth im Winter 1986/87. Im ersten Super-G der Saison in Val-d’Isère erreichte der Deutsche erneut einen vierten Platz und auch diesmal fehlte ihm weniger als eine Zehntelsekunde auf die Podestplätze. Im Januar folgte der siebente Platz im Super-G von Garmisch-Partenkirchen. Aufgrund dieser Ergebnisse konnte er auch bei den Weltmeisterschaften 1987 in Crans-Montana starten, wo er Zwölfter im Super-G wurde. Im Weltcup folgte ein achter Platz zu Saisonende in Nakiska, womit er Sechster im Super-G-Weltcup sowie 41. im Gesamtweltcup wurde und damit seine besten Weltcupgesamtplatzierungen erreichte. Danach konnte Renoth nur noch einmal punkten: Am 27. November 1988 gewann er mit Platz zwölf im Super-G auf der Planai in Schladming seine letzten Weltcuppunkte.
Heute ist Herbert Renoth Betreuer im Deutschen Skiverband (DSV), in der Saison 2011/12 als Leitender Trainer in der Lehrgangsgruppe Ia der Damen.

## Erfolge

### Olympische Winterspiele
- Sarajevo 1984: 22. Abfahrt

### Weltmeisterschaften
- Crans-Montana 1987: 12. Super-G

### Weltcup
- Ein Podestplatz und weitere sechs Top-10-Platzierungen

### Deutsche Meisterschaften
- Deutscher Vizemeister im Super-G und in der Abfahrt 1986